# Hyophila viridula
Hyophila viridula är en bladmossart som beskrevs av Jules Cardot och Potier de la Varde 1922. Hyophila viridula ingår i släktet Hyophila och familjen Pottiaceae. Inga underarter finns listade i Catalogue of Life.